# Warffum vasútállomás
Warffum vasútállomás vasútállomás Hollandiában, Eemsmond községben, Warffum településen.

## Vasútvonalak
Az állomást az alábbi vasútvonalak érintik:
- Sauwerd–Roodeschool-vasútvonal

## Kapcsolódó állomások
A vasútállomáshoz az alábbi állomások vannak a legközelebb:
- Baflo vasútállomás
- Usquert vasútállomás